# Peso boliwijskie

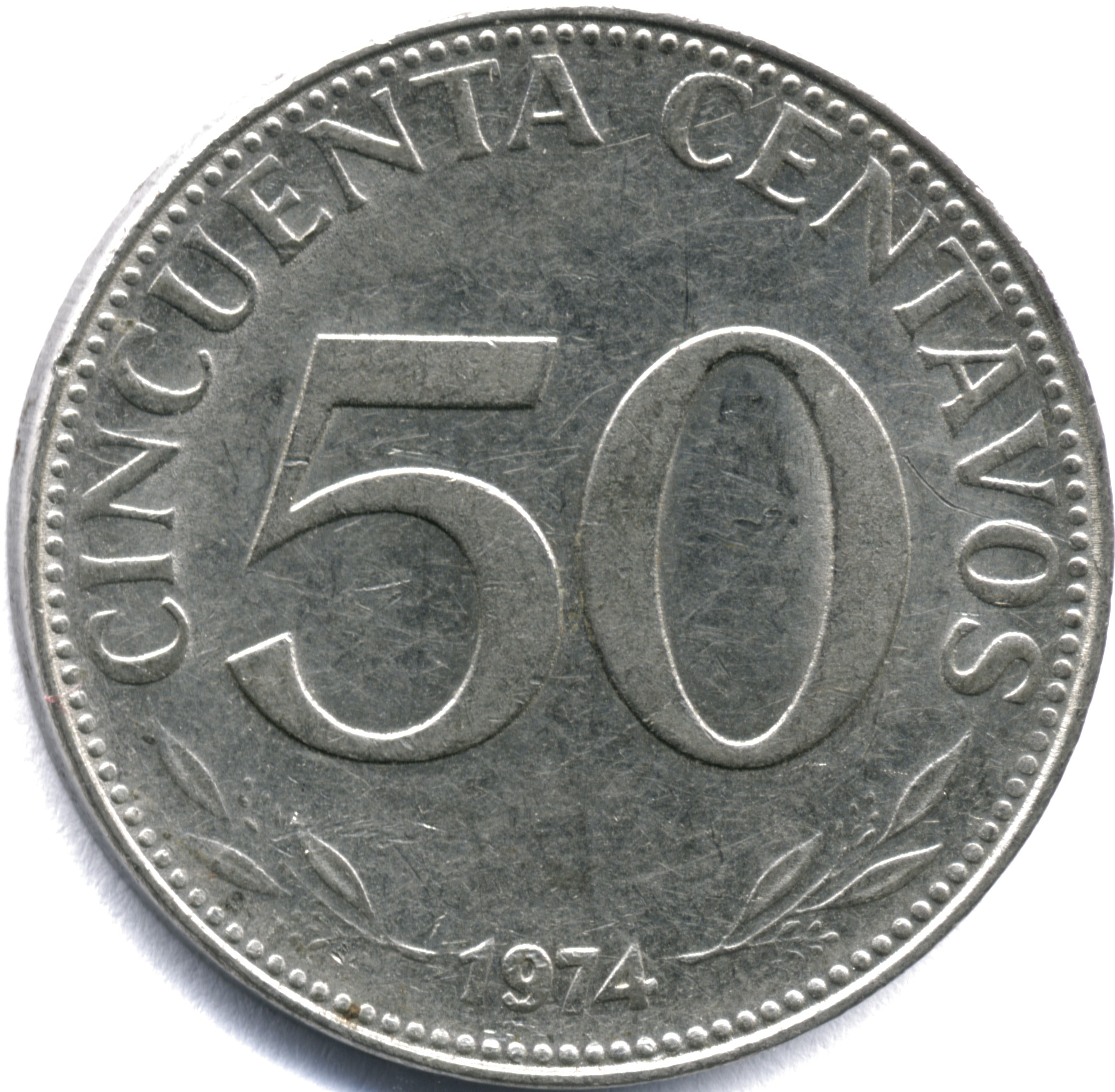
50 centavos Boliwijskich 1974 r.

Peso boliviano – jednostka monetarna Boliwii w latach 1963–1987, o kodzie walutowym BOP (według ISO 4217). Dzieliło się na 100 centavos. Posiadało wewnętrzne oznaczenie $b.

## Historia
Wprowadzone zostało w roku 1963. Zastąpiło "stare" boliviano przy przeliczeniu w stosunku jeden do tysiąca. Ze względu na inflację z początku lat 80. i hiperinflację w latach 1984–85 zastąpione zostało w roku 1987 przez "nowe" boliviano przy przeliczeniu jeden do miliona.

## Monety i banknoty

### Banknoty
W obiegu były banknoty 1, 5, 10, 20, 50, 100, 500, 1000, 5000, 10 000, 20 000, 50 000, 100 000, 500 000, 1 000 000, 5 000 000 i 10 000 000 pesos bolivianos. Funkcjonowały również po wejściu boliviano odpowiednio przestemplowane.